# Massow (Familienname)
Massow ist ein deutscher Familienname.

## Namensträger

### A
- Adolf von Massow (1837–1909), preußischer Kavallerieoffizier und Politiker, Mitglied des Deutschen Reichstags
- Albrecht von Massow (General) (1879–1953), deutscher Offizier
- Albrecht von Massow (Musikwissenschaftler) (* 1960), deutscher Musikwissenschaftler
- Alexander von Massow (1842–1906), preußischer Generalleutnant
- Anton von Massow (1831–1921), preußischer General der Infanterie
- Apollonia Elisabeth von Massow (17. Jahrhundert), deutsche Dichterin evangelischer geistlicher Lieder

### B
- Benno von Massow (Generalleutnant, 1827) (1827–1904), deutscher Generalleutnant
- Benno von Massow (Generalleutnant, 1859) (1859–1938), deutscher Generalleutnant
- Bertl von Massow (1921–1983), Organisatorin des internationalen Fernschachs

### C
- Carl von Massow (1735–1807), Landrat des Randowschen Kreises und vorpommerscher Landesdirektor
- Carl Ludwig Ewald von Massow (1748–1808), Landrat des Kreises Guhrau

### E
- Ewald von Massow (1869–1942), deutscher Generalleutnant, Flügeladjutant Kaiser Wilhelms II., SS-Gruppenführer
- Ewald Georg von Massow (1754–1820), Oberlandeshauptmann und Staatsminister in Schlesien

### F
- Ferdinand von Massow (1830–1878), preußischer Generalmajor
- Frederik van Massow (1798–1876), niederländischer Adliger, ließ sich 1837 aus dem Niederländischen Adel streichen
- Friederike Charlotte Louise von Massow (1746–1808), Ehefrau des Generals Friedrich Adolf Riedesel, siehe Friederike Riedesel zu Eisenbach
- Friedrich Ewald Ernst von Massow (1750–1791), Präsident der Kriegs- und Domänenkammer in Marienwerder

### G
- Gerlach Cornelis Johannes van Massow (General) (1687–1758), niederländischer Generalmajor
- Gerlach Cornelis Johannes van Massow (Jurist) (1794–1852), niederländischer Jurist
- Godefridus van Massow (1761–1818), niederländischer Kaufmann und Ratsherr

### H
- Hans von Massow (1686–1761),  preußischer Generalleutnant und Generalkriegskommissar
- Hans-Werner von Massow (1912–1988), Organisator des nationalen und internationalen Fernschachs
- Heinrich von Massow (1810–1896), preußischer Generalmajor
- Hermann von Massow (1812–1881), Forstbeamter, Ehrenritter des Johanniterordens und Mitglied der Frankfurter Nationalversammlung

### J
- Joachim Ewald von Massow (1697–1769), dirigierender Minister in Schlesien
- Joachim Rüdiger von Massow († 1756), preußischer Landrat des Rummelsburger Kreises
- Johann von Massow (1761–1805), Landrat des Kreises Rummelsburg
- Julie von Massow (1825–1901), pommersche Adlige
- Julius Eberhard von Massow (1750–1816), preußischer Justizminister 1798/1807

### K
- Karl Friedrich Heinrich von Massow (1770–1851), preußischer Generalmajor
- Kaspar Ewald von Massow (1629/1639–1694), pommerscher Landrat des Stolpeschen Kreises
- Kaspar Otto von Massow (1665–1736), preußischer Kriegsminister
- Konrad von Massow (1840–1910), Verwaltungsjurist, Geh. Oberregierungsrat beim Rechnungshof des Deutschen Reiches

### L
- Louis von Massow (1821–1905), preußischer Generalmajor
- Ludwig von Massow (1794–1859), preußischer Minister des Königlichen Hauses
- Ludwig von Massow-Parnehnen (1844–1914), Offizier und Mitglied des Deutschen Reichstags

### R
- Robert von Massow (1839–1927), preußischer General der Kavallerie, Teilnehmer am amerikanischen Bürgerkrieg, Präsident des Reichsmilitärgerichts

### V
- Valentin von Massow (Politiker) (1712–1775), preußischer Politiker, Etats- und Kriegsminister
- Valentin von Massow (Obermarschall) (1752–1817), preußischer Hofbeamter
- Valentin von Massow (Generalleutnant) (1793–1854), preußischer Generalleutnant
- Valentin von Massow (Oberstleutnant) (1825–1868), preußischer Oberstleutnant
- Valentin von Massow (Kolonialoffizier) (1864–1899), deutscher Offizier

### W
- Wilhelm von Massow (Politiker) (1802–1867), deutscher Ministerialbeamter und Politiker, Mitglied des Preußischen Herrenhauses
- Wilhelm von Massow (General) (1815–1899), deutscher General der Infanterie
- Wilhelm von Massow (Schriftsteller) (1855–1929), deutscher Schriftsteller und Publizist
- Wilhelm von Massow (Archäologe) (1891–1949), deutscher Klassischer Archäologe